# Андрей Гадік
Андрей Гадік (16 жовтня 1711, Житній острів, нині Словаччина — 12 березня 1790, Відень) — воєначальник й урядник Монархії Габсбургів, словацького походження, другий губернатор Королівства Галичини та Володимирії.

## З життєпису
Народився 16 жовтня 1711 року в Житньому острові (нині Словаччина). Батько — капітан гусарів Міхал Гадік (словац. Mihal Hadik).
У 1719—1728 роках навчався у єзуїтській гімназії міста Кьосеґ (угор. Kőszeg, нині медьє Ваш), потім у єзуїтській семінарії (Кошиці, до 1730).
Військову кар'єру розпочав 1732 року в ранзі корнета (заставника) гусарського полку. Брав у 1734 році участь у війні за польський трон. За заслуги під час облоги Філіппсбурга (нім. Philippsburg) у жовтні 1734 отримав ранг капітана. З весни 1737 до осені 1739 року воював на Балканах проти турків-османів; зокрема, його ескадрон у 1738 році посилив позиції імператорських військ у Белграді. Однак війна завершилася поразкою австрійських військ у битві під Гроцьком 23 липня 1739 року. Отримав ранг майора. Після вибуху війни за трон Монархії Габсбургів у 1740 році брав у ній участь, воюючи в Сілезії. В січні 1742 року став підполковником. У 1774 році отримав звання польового маршала та зайняв посаду Президент Гофкрігсрату (Придворної військової ради), на якій пробув до 1790 року.
Генерал Гадік — командувач військ, які зайняли Галичину та Володимирію після першого поділу Польщі. Андрей Гадік — наступник першого губернатора Антона фон Перґена, який на доручення імператора склав «Меморіял» — опис краю, єдиний історичний документ про тодішню Галичину — і вручив його імператору Йосифу ІІ після його прибуття 6 серпня 1773 до Львова.
Помер у Відні 12 березня 1790, був похований у власному маєтку Футог, який отримав у 1763 році (нині містечко неподалеку від міста Новий Сад, автономний край Воєводина, Сербія).

### Сім'я
Дружина — княжна Марія Тереса Ліхновська (пол. Maria Teresa Lichnowsky). Донька — Анна Марія (1743—1803), придворна дама короля Польщі Станіслава Августа Понятовського. Була дружиною князя Єжи Марціна Любомирського, з яким познайомилася під час його ув'язнення в Буді, а взяли шлюб у липні 1765 року в Германштадті. Чоловіку після того, коли внаслідок його участі в Барській конфедерації загинули піддані Монархії Габсбургів, заборонили в'їзд на її територію.